# Faye Fang Kaew
Faye Fang Kaew o FFK (เฟย์ ฟาง แก้ว) es un trío musical pop tailandesa, integrada por Faye, Fang y Kaew fundada en 2007.
En 2007, la banda lanzó su primer sencillo titulado "Na Krub". Desde entonces, han promocionado una serie de canciones de éxitos que han encabezado las listas de Tailandia. Faye también formó un grupo llamado Seven Days o Siete Días, junto con sus compañeros Jinny, Pim, Waii, Jam, Meen y Mila. Fang comenzó su carrera como actriz en 2009, tras participar en el drama tailandés Khun "Pau Jon Fiew" คุณ พ่อ จอม เฟี้ยว (Papá Duo). Los tres miembros han sido registrados bajo el sello discográfico Kamikaze.
FFK ha participado en la etiqueta RS Promoción sub - Zheza (también conocido como Kamikaze), un grupo japonés integrado por temas de varios artistas adolescentes. 

## Discografía

### Álbumes
- (2007) FFK
- (2008) Miz U 2
- (2009) POPparazzi
- (2010) Ladies & Gentlemen
- (2012) FFKAHOLIC
- (2013) FFK Girl's Topic

### Sencillos
- (2011): Bangkok KungFu

1. War Whun ว้าวุ่น (Kaew)
2. Khor Kuen ขอคืน (Kaew)

- (2015): Kamitidmun

1. Fhuek Kub Phi Dai Mhai ฝึกกับพี่ได้ไหม (FFK feat. Poppy K-OTIC)

- (2015): New Single

1. Ruk Yar Bohn (Primetime) รักอย่าบ่น

### Seven Days
- (2009) Seven Days ~ Faye

### Kamikaze
- (2010) Kamikaze Wave (with 2nd generation of Kamikaze)
- (2008) Friendship Never Ends
- (2008) Pleng Ruk
- (2008) Peuan Gun Chun Ruk Tur

### Conciertos
- (2009) Kamikaze Live Concert
- (2010) Kamikaze Wave Concert
- (2010) Faye Fang Kaew Ladies & Gentlemen Debutant Concert
- (2011) Kamikaze Lover Concert
- (2012) Josephsamphan(งานยอแซฟสัมพันธ์)
- (2012) FFKAHOLIC CONCERT
- (2012) Kamikaze The Fifth Destiny Concert

### TV Programa
- (2009) Kamikaze Club

## Premios
- (2009) Premio de la Música POP - Más descargado - KAMIKAZE - Gun Puean Chun Tur Ruk
- (2009) Mejor Grupo (FFK) - [V] Canal Premios
- (2009) Greetz Corea (artista tailandés que se ve "Corea", pero es amado por PPL Tailandia) - Virgin Radio de Hitz
- (2009) Mejor Artista Nuevo (Siete Días) - Premios de la audición musical